# Naukratisstele
Die Naukratisstele beinhaltet das vom altägyptischen Pharao Nektanebos I. erlassene Dekret zugunsten des Sais-Tempels der Göttin Neith, die von Nektanebos I. als „Herrin des Meeres“ verehrt und entsprechend als Empfängerin der Abgaben in Zeile 12 der Naukratisstele genannt wurde. Die Stele wurde 1899 im Dorf Kum Gaief, dem antiken Naukratis, entdeckt und auf Veranlassung von Sultan Hussein Kamil ins Musée de Gizéh gebracht. Heute befindet sie sich im Archiv des Ägyptischen Museum in Kairo und war 2002 in der Ausstellung "Hidden Treasures of the Egyptian Museum zum 100-jährigen Bestehen des Museums zu sehen.

## Hintergrund
Sais war das Zentrum des griechisch-ägyptischen Handels. Zu Beginn der 26. Dynastie hatte Psammetich I. nach Niederschlagung der assyrischen Herrschaft Sais zur Hauptstadt des vierten und fünften Neith-Gaues erhoben. Herodot berichtete, dass die Herrscher der 26. Dynastie im Tempel der Neith bestattet wurden. Nektanebos I. stammte aus der Ortschaft Sebennytos, die in unmittelbarer Nähe von Sais lag.
Die Naukratisstele regelte die Steuerabgabe der Städte Naukratis und Herakleion. 2001 konnte der Archäologe Franck Goddio das Gegenstück der Stele in Herakleion auffinden. Sie besteht genauso wie die Naukratisstele aus schwarzem Granit und hat mit 1,95 m Höhe, 0,88 m Breite und 0,34 m Tiefe genau die gleichen Maße.

## Inhalt
Das Dekret wurde von Nektanebos I. in seinem ersten Regierungsjahr am 13. Schemu IV beziehungsweise 13. Mesori im Jahr 379 v. Chr. (380 v. Chr. nach Beckerath) erlassen.

„Seine Majestät (Nektanebos) kam in den Palast von Sais und er betrat den Tempel der Neith. Er erhob (im Tempel) die rote Krone neben seiner Mutter (Neith)...Dann sagte seine Majestät: Es möge der zehnte Teil gegeben werden von Gold und Silber, von Holz und bearbeitetem Holz sowie von allen Waren, die vom Wadj-Wer (Mittelmeer) der Hau-nebut kommen und zur königlichen Domäne namens Henet zählen; ebenso der zehnte Teil von allem, das zum Haus des Hafens, genannt Per-meru/Pa-meru (Niut-keret), gebracht wird, da es (das Haus des Hafens) auch zur königlichen Domäne zählt; alle diese Dinge sollen bis in alle Ewigkeit Neith gegeben werden. Dazu kommen als tägliche Opfergaben für meine Mutter Neith ein Teil eines Ochsen, ein fette Gans und fünf Maß Wein, denn sie ist die Herrin des Meeres.“